# Alexandru Gherghe
Alexandru Gherghe (n. 17 februarie 1964, Smeeni, Buzău), este un fost jucător de fotbal brașovean. În 1977 a început fotbalul organizat la Tractorul Brașov, sub îndrumarea lui Mircea Mănescu. La juniori i-a avut ca antrenori pe M Sima și Marcel Goran. Când încă era junior, a fost promovat la echipa de seniori la doar 17 ani, de profesorul Dumitru Borcău. Aici a jucat până în 1983, când după terminarea liceului, a trebuit să își satisfacă stagiul militar și să joace la ASA Râmnicu Sărat, echipa armatei. După terminarea armatei, s-a întors pentru puțin timp la Tractorul Brașov și s-a transferat la Nitramonia Făgăraș, fiind dorit de antrenorul de atunci ai făgărășenilor, Ioan Cazan, care schimba ”generațiile” pentru revenirea echipei în divizia B. Aici a jucat 10 ani, până la retragerea din fotbal ca jucător. A urmat o perioadă când, în calitate de președinte secție de fotbal, a obținut rezultate bune pentru fotbalul făgărășean.
În perioada 2010-2018 a deținut funcția de președinte al Comisiei Municipale de Fotbal Făgăraș. În prezent, este oficial FRF, în calitate de delegat de joc, funcție pe care o deține din 2010.

A jucat pentru:
- Tractorul Brașov în perioada 1978-1983
- ASA Râmnicu Sărat în perioada 1983-1985
- Nitramonia Făgăraș în perioada 1985-1995
1. ↑  https://ro.wikipedia.org/wiki/FC_Tractorul_Bra%C8%99ov
2. ↑  https://ro.wikipedia.org/wiki/CSM_F%C4%83g%C4%83ra%C8%99_(fotbal)
3. ↑  https://sibiuindependent.ro/2024/10/17/fetele-de-la-fc-hermannstadt-se-vad-in-direct-pe-frf-tv/
4. ↑  https://fcpetrolul.ro/fc-arges-fc-petrolul-3-0-asta-chiar-doare/